# Yerupajá Chico
El Yerupajá Chico és una muntanya de la Cordillera Huayhuash,al centre del Perú, a la serralada dels Andes. S'eleva fins als 6.089 msnm i es troba entre el Jirishanca (6.094 m), al nord, i el Yerupajá (6.617 m), al sud.